# Ouédo
Ouédo ist ein Arrondissement im Departement Atlantique in Benin. Es ist eine Verwaltungseinheit, die der Gerichtsbarkeit der Kommune Abomey-Calavi untersteht. Gemäß der Volkszählung von 2013 hatte Kpanroun 27.522 Einwohner, davon waren 13.589 männlich und 13.933 weiblich.